# Gymnosporia glaucophylla
Gymnosporia glaucophylla är en benvedsväxtart som beskrevs av Jordaan. Gymnosporia glaucophylla ingår i släktet Gymnosporia och familjen Celastraceae. Inga underarter finns listade.